# Арменска революционна федерация
Арменската революционна федерация (на арменски: Հայ Յեղափոխական Դաշնակցութիւն) е арменска политическа партия, основана в Тифлис (по-късно преименуван на Тбилиси) през 1890 година от Кристапор Микаелян, Степан Зорян и Симон Заварян. Партията функционира в Армения и в други държави, където съществуват компактни арменски общности — предимно в Ливан и в Нагорни Карабах (до ликвидирането му от Азербайджанската армия през септември 2023 с последващото етническо прочистване), където преобладават етническите арменци.
Идеологията на АРФ е социализъм, съчетан с арменски национализъм. Член е на Социалистическия интернационал. Провежда кампании за признаване на арменския геноцид, както и за получаване на репарации. Освен това е радетел за образуването на Велика Армения, изтъквайки Севърския договор от 1920 година. 
Въпреки че преди падането на руската монархия през 1917 година никога не се е борела за отделяне на Източна Армения от Русия, а само за освобождението от турска власт на Западна Армения, изиграва важна роля за формирането на Демократична република Армения, която попада под съветска власт през 1920 година. По време на съветския период от арменската история ръководството на АРФ е в изгнание. След колапса на Съветския съюз партията се завръща в активния политически живот на страната.
На последните парламентарни избори, проведени на 6 май 2012 година, партията заема четвърто място с 5,8% от гласовете и 6 депутатски места. През 2018 година с 3,9% от гласовете остава извън парламента.
- Тримата основатели на Арменската революционна федерация — Зорян, Микаелян и Заварян
- Тримата основатели на Арменската революционна федерация — Микаелян, Зорян и Заварян